# Pol Gosset (médecin)
Pour les articles homonymes, voir Pol Gosset.
 Pol Gosset est un médecin français, né à Reims le 16 mars 1868 et mort dans la même ville le 15 novembre 1942. Homme lettré, il participa activement aux activités de l’Académie nationale de Reims et de la Société des amis du vieux Reims.

## Biographie
Pol Adolphe Gosset est le fils de Jean-Baptiste Émile Gosset, pharmacien, et de Jeanne Marie Lambert.
En 1888-1889, il est interne titulaire dans le service de santé de l'Hôtel-Dieu de Reims.
En 1893, il entre comme interne à l'hôpital Laennec de Paris, et obtient son doctorat en 1896.
Il décède le 15 novembre 1942 et est enterré au cimetière du Nord de Reims dans le canton 8.
Il a fait plusieurs legs de son vivant et à sa mort, à la bibliothèque de Reims.

### Médecin
Il devient docteur en médecine à Paris en 1896 puis exerce comme médecin hospitalier à Reims.

### Activités
- Membre puis secrétaire archiviste puis secrétaire général, puis président de l’Académie nationale de Reims en 1909,
- Membre puis secrétaire général puis vice-président et président de la Société des amis du vieux Reims de 1937 à 1942[3],
- Historien, généalogiste et sigillographe,
- Collectionneur de sceaux et d'autographes (collections léguées à la Bibliothèque municipale de Reims)[4].

## Distinctions
- Chevalier de la Légion d'honneur par décret du 12 juillet 1917[5].

## Publications
- Les sages-femmes du pays rémois au XXVIIe et au XXVIIIe siècle. Dr Pol Gosset, 1909, Matot-Braine[6],
- Une dynastie arthritique par le Dr Pol Gosset Publication : Matot-Braine.